# Stanley Chambers
Stanley Chambers, né le 13 septembre 1910 à Hackney, Londres, et mort le 1er août 1991 à Hove, est un coureur cycliste britannique qui a participé aux jeux olympiques d'été de 1932. Il est le frère d'Ernest Chambers. Les deux frères ont couru ensemble pour gagner la médaille d'argent dans l'épreuve de sprint en tandem.